# بيا وندرليش
بيا وندرليش (بالألمانية: Pia Wunderlich)‏ هي لاعبة كرة قدم ألمانية، ولدت في 26 يناير 1975 في باد برلهبورغ في ألمانيا. شاركت مع منتخب ألمانيا لكرة القدم للسيدات. أما مع النوادي، فقد لعبت مع إف إف سي فرانكفورت.

## وصلات خارجية
- بيا وندرليش على موقع الاتحاد الدولي (مؤرشف)  (الإنجليزية)
- بيا وندرليش على موقع قاعدة بيانات كرة القدم.إي يو (الإنجليزية)
- بيا وندرليش على موقع Soccerway.com (الإنجليزية)
- بيا وندرليش على موقع عالم كرة القدم.نت (الإنجليزية)
- بيا وندرليش على موقع أوليمبيديا (الإنجليزية)